# Notaresco
Notaresco község (comune) Olaszország Abruzzo régiójában, Teramo megyében.

## Fekvése
A megye keleti részén fekszik. Határai: Atri, Castellalto, Cellino Attanasio, Morro d’Oro, Mosciano Sant’Angelo és Roseto degli Abruzzi.

## Története
Első említése 1324-ből származik, bár valószínűleg már századokkal korábban létezett. A következő századokban nemesi birtok volt. Önálló községgé a 19. század elején vált, amikor a Nápolyi Királyságban felszámolták a feudalizmust.

## Népessége
A népesség számának alakulása:

## Főbb látnivalói
- San Clemente al Vomano egykori apátság
- San Pietro e Sant'Andrea Apostoli-templom
- San Rocco-templom